# 重太郎 (呼出)
重太郎（しげたろう、1979年（昭和54年）8月22日 - ）は、大相撲の十両呼出である。本名は服部 勝則（はっとり かつのり）。鳥取県米子市出身。九重部屋所属。血液型はB型。

## 履歴
- 1996年3月場所 - 初土俵。序ノ口呼出：勝則→重太郎。
- 2002年1月場所 - 序二段呼出。
- 2002年9月場所 - 三段目呼出。
- 2006年1月場所 - 幕下呼出。
- 2015年11月場所 - 十両呼出。